# 愛宕橋車站
愛宕橋站（日语：／ Atagobashi eki */?），是一個位於宮城縣仙台市若林區土樋一丁目，屬於仙台市地下鐵南北線的鐵路車站。車站編號為N 12。

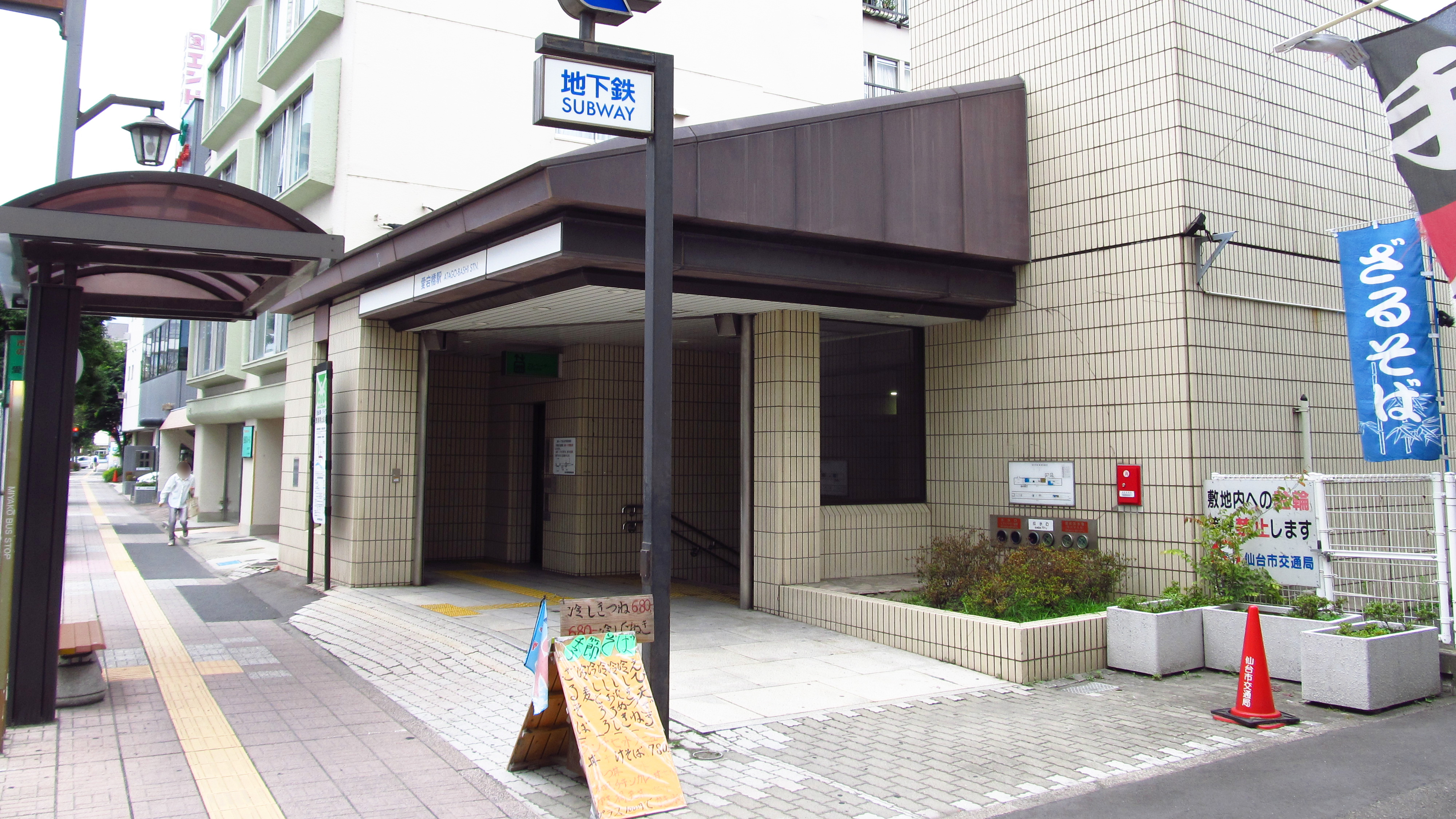
東1出入口（2016年7月）

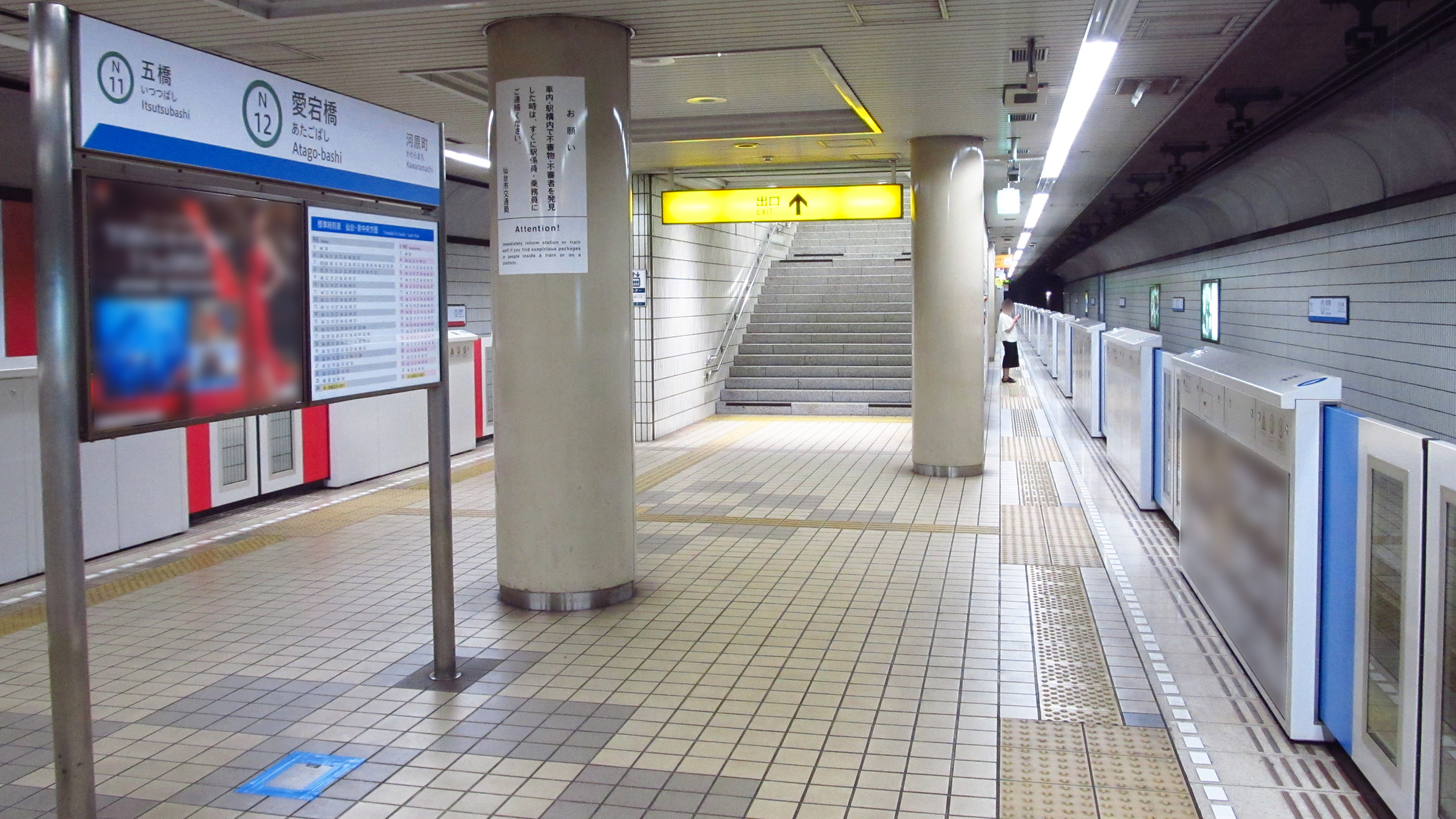
月台（2016年7月）

## 車站結構
島式月台1面2線的地底車站。位於廣瀨川左岸。作為仙台市電的電車站於1933年（昭和8年）開業，但於1976年廢除。

### 月台配置
| 月台 | 路線     | 目的地           |
| ---- | -------- | ---------------- |
| 1    | ■ 南北線 | 富澤方向         |
| 2    | ■ 南北線 | 仙台、泉中央方向 |

## 相鄰車站
仙台市交通局（仙台市地下鐵）
■ 南北線
五橋（N11）－愛宕橋（N12）－河原町（N13）
仙台市電（廢線）
長町線
荒町日赤醫院－愛宕橋－石垣町
38°14′49.95″N 140°52′56.21″E / 38.2472083°N 140.8822806°E